# Eudorylaimus tarkonensis
Eudorylaimus tarkonensis is een rondwormensoort uit de familie van de Dorylaimidae. De wetenschappelijke naam van de soort is voor het eerst geldig gepubliceerd in 1959 door Andrássy.